# РК Шамбери
РК Шамбери (фр. Chambéry Savoie Mont-Blanc Handball) је француски рукометни клуб из Шамберија основан 1990. године који се такмичи у Првој лиги Француске.

## Историјат
Клуб је настао 1983. године спајањем клубова из Stade Olympique Chambery и AEBissy у Chambéry Handball Club. 1990. године долази до реконструкције клуба те је осим мушког, основан и истоимени женски рукометни клуб. Име клуба је промењено у Stade Olympique Chambéry, док су клупске боје промењене из црвене и беле у жуту и црну. Од 2002. године клуб наступа под именом Chambéry Savoie HB.
Најзначанији успех клуба је победник француског првенства 2001. и Купа Француске 2019. године. Од значајнијих резултата у европским такмичењима издваја се наступ у четвртфиналу Купа победника купова 2003. као и полуфинале ЕХФ купа 2016. године.
У рукометном клубу Шамбери своју каријеру започели су неки од најуспешнијих француских играча попут Данијел Нарсиса, Џексона Ричардсона, Бертрана Жила, Гијома Жила и Мелвина Ричардсона.

## Успеси

### Домаћи
- Прва лига Француске
  -  (1): 2001
  - Другопласирани (11): 1998, 1999, 2000, 2002, 2003, 2006, 2008, 2009, 2010, 2011, 2012.
- Куп Француске
  -  (1): 2019
  -  (5): 2002, 2005, 2009, 2011, 2014.
- Лига куп Француске
  -  (1): 2002.
  -  (1): 2011.
- Суперкуп Француске
  -  (1): 2013.
  -  (3): 2010, 2011, 2012.